# Wilhelmina '26
Wilhelmina '26 is een amateurvoetbalvereniging uit Wijk en Aalburg, gemeente Altena, provincie Noord-Brabant, Nederland. De club is opgericht op 3 mei 1926 en speelt zijn thuiswedstrijden op sportterrein "De Ebbe". De clubkleuren zijn geel-zwart. Het standaardelftal komt in het seizoen 2020/21 uit in de Tweede klasse zaterdag van het KNVB-district Zuid-I.

## Geschiedenis
In 1923 besloten enkele vrienden in Wijk en Aalburg de handen ineen te slaan en een club op te richten. Een naam werd snel bedacht: Door Vrienden Opgericht (DVO).
Even voorbij de Langestraat (vroeger bekend als de Lange Stoep) kwam een weiland vrij voor de Aalburgse voetballers. Het seizoen was in die tijd vrij kort: van begin april tot en met september moest het gras dienen als veevoer en was het terrein verboden voor voetbal. Drie jaar later werd een nieuw terrein vrijgemaakt voor het voetbal. Dit perceel is nog steeds de huidige thuisbasis van de Aalburgse voetbalclub. De naam DVO werd met de verhuizing van de jonge club gelijk maar veranderd in Wilhelmina, de toenmalige prinses van Oranje.
Nadat de club was neergestreken, richtten de leden op drie mei 1926 de vereniging Wilhelmina op. Jaren later zou het sportcomplex ook een naam krijgen, 'de Ebbe'. De Heusdensche Courant voorloper van Het Nieuwsblad, deed verslag van de officiële opening van het Wilhelmina sportterrein te Wijk en Aalburg. De toenmalige voorzitter Schouten mocht zijn volgende woorden in de krant teruglezen. Ik spreek de hoop uit, dat de voetbalvereeniging, Wilhelmina, in bloei mag toenemen en dat, waar zij ook gaat spelen, zich steeds ordelijk zal gedragen, zodat niet anders dan met lof over haar gesproken kan worden.
Enkele namen van de mannen van het eerste uur zijn nog bekend. Zo zijn Roel Treffers, Jaap Schouten vanaf het begin van de partij, terwijl later ook Wim Schouten en Koos Treffers zich bij de beginnende club scharen.
Voetbal bleek in het dorp Wijk en Aalburg erg populair. In de jaren twintig en dertig groeide het ledental snel. Tijdens de Tweede Wereldoorlog verboden de Duitsers de naam Wilhelmina. De gegevens uit die tijd zijn ook grotendeels verloren gegaan. De Duitse bezetter verwaarloosde in het verloop van de oorlog alle sportreglementen en competitieschema's. Na de oorlog bleek het enthousiasme voor de sport zo groot, dat binnen de vereniging een korfbaltak werd geopend. Men weet niet wanneer deze is stopgezet. Na wisselende successen komt deze club nu uit in de 2e klasse G.

## SportparkDe Ebbe
Het sportterrein De Ebbe ligt aan de voet van de dijk langs de Maas. De kleedkamers 1 tot en met 4 stammen uit 1968, in dat jaar werd ook de kantine gerealiseerd. Sinds 1982 is er een tweede gebouw, in de clubmond, het nieuwe gedeelte, dat los staat van de kantine. In dit gebouw bevonden zich kleedlokaal 5 en 6, een materiaalhok, een omkleedruimte voor de scheidsrechters en een nieuwe bestuurskamer. Deze bestuurskamer is inmiddels vervangen voor een moderne nieuwe bestuurskamer, die sinds een paar jaar naast het oude gebouw staat. De kantine, uit 1968, staat hoog gebouwd uit voorzorg voor het hoge water.
Het sportpark bestaat uit drie voetbalvelden, met een ingebouwde sproei-installatie. Bij het hoofdveld staat een tribune uit 1997.

## Rivaal
De groei van Wilhelmina is ook de oorzaak van de oprichting van een rivaal in Wijk en Aalburg. Vlak bij de kerk werd in 1932 voetbalclub NOAD (Niet Opgeven Altijd doorgaan)'32 opgericht. Onder andere enkele leden van Wilhelmina liepen naar deze club over.
Elke wedstrijd Wilhelmina '26 - NOAD '32 en andersom kreeg zo een enorme lading. De echte haat is echter inmiddels verdwenen. In het jaar 1949 was al een eerste vriendendienst naar elkaar toe. Toen in dat jaar het terrein van Wilhelmina opgeknapt en uitgebreid moest worden, mochten de geel-zwarten op de velden van NOAD voetballen.

## Competitieresultaten 1967–2018
| 11 |

| 2 4A |

| 7 4A |

| 3 4A |

| 8 4A |

| 6 4A |

| 4 4A |

| 7 4A |

| 2 4A |

| 6 3B |

| 5 3A |

| 11 3A |

| 10 4A |

| 9 4A |

| 3 4B |

| 7 4B |

| 6 4B |

| 1 4B |

| 6 3B |

| 8 3B |

| 1 3B |

| 10 2A |

| 7 2A |

| 10 2A |

| 1 3B |

| 7 2A |

| 11 2A |

| 1 3B |

| 9 2A |

| 9 2A |

| 7 1C |

| 9 1C |

| 9 1C |

| 6 1C |

| 8 1C |

| 2 1C |

| 12 1C |

| 9 2F |

| 12 2F |

| 1 3D |

| 1 2F |

| 9 1C |

| 12 1C |

| 12 2F |

| 4 3D |

| 9 3D |

| 3 3D |

| 2 3D |

| 1 3D |

| 10 2F |

| 8 2F |

| 9 2F |

| - 2F |

| Eerste klasse | Tweede klasse | Derde klasse | Vierde klasse |

In elke staaf van de grafiek staat van boven naar beneden vermeld: 
- Eindnotering

Dit is de positie die de club heeft bereikt in de competitie, zonder eventuele beslissings-, play-off- of nacompetitiewedstrijden die nodig zijn geweest om bijvoorbeeld de kampioen van de competitie te bepalen.
Indien een * achter het getal staat is de notering een tussenstand en kan het zijn dat de notering niet overeenkomt met de uiteindelijke eindstand van de competitie.
Staat er een - dan is het seizoen nog bezig en is er geen definitieve uitslag bekend.
Staat er xx op de positie van de notering, dan heeft de club vroegtijdig de competitie verlaten. Dit kan onder andere komen door terugtrekking van het team, faillissement van de club of door een uitgedeelde straf van de KNVB. In veel gevallen staat elders in het artikel de reden vermeld.
Staat er een ? dan is het resultaat uit het verleden onbekend, en is alleen de competitie of het niveau bekend van dat seizoen.
In de seizoenen 2019/20 en 2020/21 werd wegens de coronacrisis het amateurvoetbal afgebroken. Daardoor kennen deze staven geen eindklassering (middels -- weergegeven).
- Competitieniveau en afdelingsletter of Officiële eindstand Eredivisie
  - Competitieniveau en afdelingsletter

Hierbij geeft het getal het niveau weer, dat ook terug te vinden is in de legenda. De letter is de afdelingsaanduiding en wordt gebruikt wanneer er meer afdelingen zijn op hetzelfde niveau. De afdelingsletter is altijd een hoofdletter en wordt meestal zonder nummer gebruikt.
Voorbeeld: 2F is niveau 2e klasse competitie F.
Het competitieniveau en nummer wordt niet vermeld wanneer er slechts één competitie van dit niveau was.
  - Officiële eindstand Eredivisie (getal staat tussen haakjes vermeld)

Sinds de introductie van play-offwedstrijden voor Europees voetbal na afloop van de reguliere competitie in 2005/06, is de KNVB verplicht een eindstand van de Eredivisie door te geven aan de UEFA aan de hand van deze play-offwedstrijden.
Bij deze eindstand staan clubs die zich hebben gekwalificeerd voor Europees voetbal hoger dan clubs die zich niet wisten te kwalificeren. Indien er geen verschil was tussen de eindnotering en de officiële eindstand, staat dit getal niet vermeld.

- Onderafdeling

Hier staat afgekort de naam van de onderafdeling indien de club in dat jaar in een onderafdeling uitkwam. Tevens staat deze afkorting in de legenda en wordt gelinkt naar het artikel over deze onderafdeling. Deze afkorting wordt alleen vermeld wanneer de club in het verleden in verschillende onderafdelingen heeft gespeeld. Deze vermelding is in de staaf altijd in kleine letters. Deze onderafdelingen zijn na het seizoen 1995/96 afgeschaft. Heeft de club in slechts één onderafdeling gespeeld, dan is dit alleen terug te vinden in de legenda.
Onder de staaf staat het jaartal vermeld waarin het seizoen is afgesloten. 15 verwijst naar het seizoen 2014/15 of eventueel het seizoen 1914/15.
Wanneer een staaf leeg is, zijn deze gegevens niet bekend. Het kan ook zijn dat de club dat seizoen niet heeft meegespeeld op het hogere amateurniveau, vroegtijdig de competitie heeft verlaten of uit de competitie is gezet.

In het seizoen 1944/45 was er wegens de Tweede Wereldoorlog geen regulier competitievoetbal.